# Общественное Запорожье
Общественное Запорожье (укр. Суспільне Запоріжжя) или Филиал АО «НОТУ» «Запорожская региональная дирекция» (укр. Філія АТ «НСТУ» «Запорізька регіональна дирекція») — филиал Национальной общественной телерадиокомпании Украины в Запорожской области.

## История
Запорожская областная государственная телерадиокомпания начала свою работу в 1939 году. Тогда 25 февраля 1939 года было запущено областное радио.
10 июля 1959, по завершении строительства телецентра в Запорожье начала действовать областная студия Телерадиовещания. Уже в начале 1960-х студия имела все основные редакции: информационную, общественно-политическую, молодёжную, художественную, детскую и др.
В 1961 году студия была подключена системе ЦТ СССР. Прежде всего, это были регулярные включения «Запорожье» в ежедневной информационно-аналитической программе «Эстафета новостей». По заказу ЦТ, студия подготовила около 50 сценарных программ, лучшие из которых были показаны по системе «Интервидение». Коллектив ЗГТРК продолжал сотрудничество с ЦТ до конца 1980-х. В 1990-х гг. вместо Комитета по телевидению и радиовещанию Запорожского облисполкома была создана в Запорожская областная государственная телерадиокомпания, в 2017 году вместо неё свою очередь Запорожская региональная дирекция Национальной общественной телерадиокомпании Украины.

## Вещание
Во времена СССР телеканал производил вещание на частоте УТ.
В конце 90-х вещание перешло на «Интер» и канал вещал по будням в дневном эфире до 18:00 (после перерыва на «Интере» с 13:00 до 15-16 часов), и по выходным с 7:00 до 9:00. В конце 90-х телеканал начал вещать на собственной частоте каждый день с 18:00 до 23:00.
С 29 декабря 2000 года началось утреннее вещание с 9:00. Вечерний эфир по выходным начинался в 16:00 или в 17:00 и заканчивался около 23:00. 31 декабря, 1 января и в другие праздничные дни дневных перерывов не было, а 31 декабря эфир заканчивался после 4:00.
В 2002 году после получения «Интером» лицензии на круглосуточное вещание, вещание ЗГТРК перешло на «Первый Национальный» ежедневно с 17:00 до 19:00.
С 1 января 2003 года вещание начиналось в 7:00 (по выходным в 8:00) и заканчивалось после полуночи. До 11 июля 2006 года часть эфира занимала ретрансляция канала «Тонис».
1 августа 2003 года «Запорожье» начало вещать на частоте «1+1» ежедневно с 12:00 до 14:00. В начале сентября 2004 года 1+1 получило лицензию на круглосуточное вещание, и после этого вещание «Запорожья» на частотах общенациональных телеканалов прекратилось. К тому времени канал уже вещал на своей собственной частоте.
В 2004 году время вещания возросло с 6:00 до 2:40.
С 12 июля 2006 года время вещания меняется с 7:00 до 1:00 в связи с началом ретрансляции канала «УТР», объём программ которого занимает около 8 часов.
С 8 января 2018 года вещает ежедневно с 7:00 до 10:00 и с 13:30 до 21:00.
23 мая 2022 года в связи с обновлением дизайн-системы брендов НОТУ телерадиокомпания сменила название на «Общественное Запорожье».
С 20 ноября по 18 декабря 2022 года телеканал филиала транслировал чемпионат мира по футболу 2022.